# SPIC Brasil
A SPIC Brasil é uma empresa de origem chinesa que atua no país no segmento de geração e comercialização de energia elétrica, com foco em fontes renováveis.
O Grupo SPIC (State Power Investment Corporation Limited) é uma das cinco maiores companhias de energia da China e a maior geradora de energia solar do mundo, presente em 47 países, totalizando mais de 213 GW de capacidade instalada, sendo mais de 62,5% de fontes renováveis.

## Histórico
A SPIC foi fundada em 2015 após a fusão das empresas China Power Investment Corporation (CPIC) e a State Nuclear Power Tecnology Corporation (SNPTC). Sua subsidiária brasileira iniciou as atividades no Brasil em 2016, quando adquiriu, da Pacific Hydro, dois parques eólicos na cidade de Mataraca, no estado da Paraíba – o Complexo Eólico Vale dos Ventos e o Complexo Eólico Millennium.
Em setembro de 2017, adquiriu a concessão da Usina Hidrelétrica de São Simão, na divisa dos estados de Goiás e Minas Gerais, com início das operações sob o novo grupo controlador em maio de 2018.
Em 2020, a SPIC Brasil adquiriu 33% de participação das usinas de energia termelétrica Gás Natural Açu (GNA I e GNA II – esta última ainda em construção), em parceria com a Prumo, a BP e a Siemens Energy. Ambas as usinas estão localizadas no Porto do Açu, no município de São João da Barra, norte do estado do Rio de Janeiro.
Em 2022, adquiriu 70% de participação em dois projetos de energia solar greenfield localizados no nordeste brasileiro, em parceria com a Canadian Solar, adicionando cerca de 3% à capacidade de energia instalada no Brasil: o Complexo Solar Panati-Sitiá, situado na cidade de Jaguaretama, no Ceará, e o Complexo Solar Marangatu, localizado na cidade de Brasileira, no Piauí.

## Parque gerador
A SPIC Brasil tem capacidade instalada de 3.106 MW, o que representa 0,94% do parque gerador brasileiro.

### Energia hidrelétrica

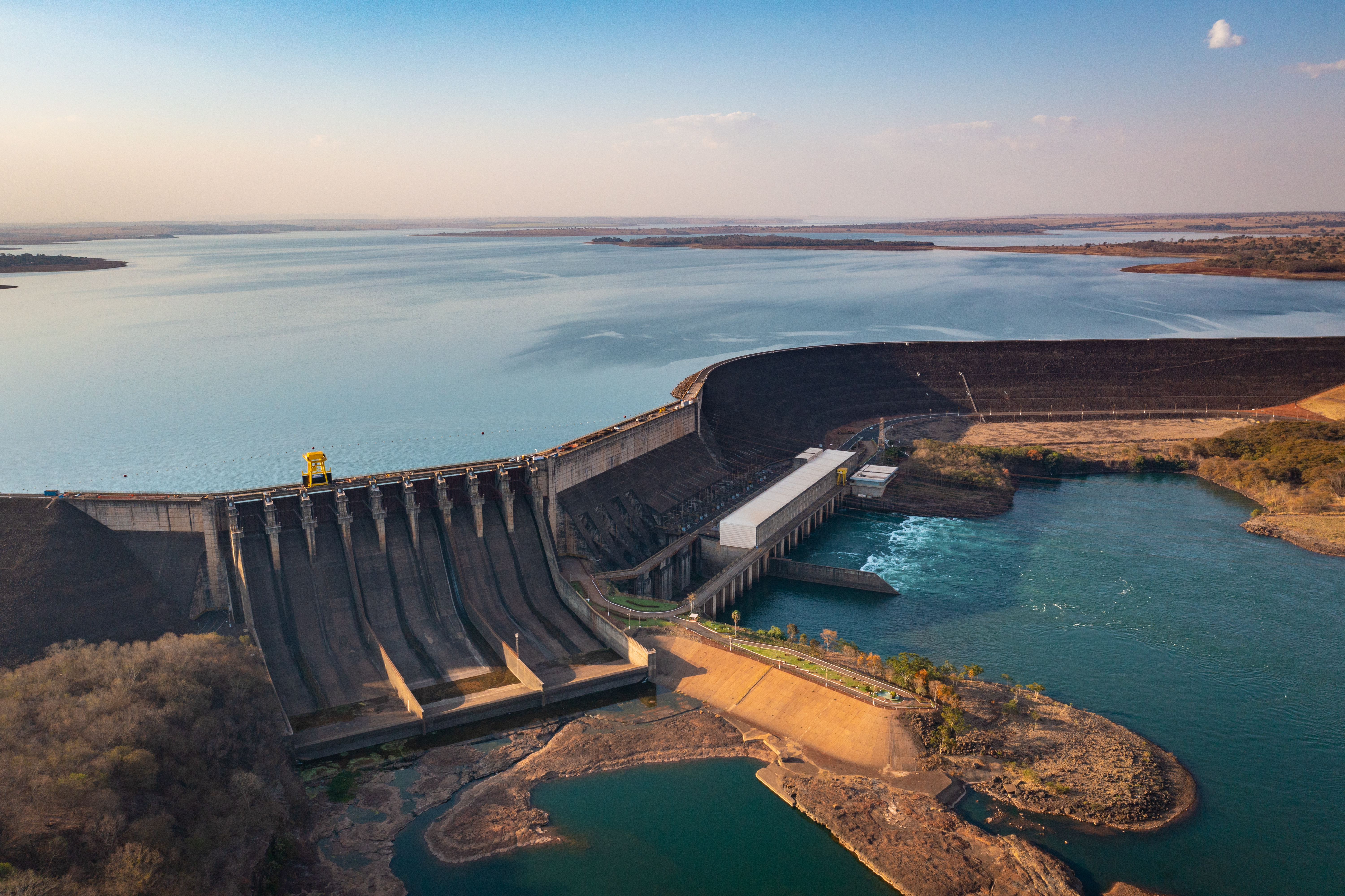
A Usina Hidrelétrica São Simão foi inaugurada em 1978

A SPIC Brasil opera diretamente a Usina Hidrelétrica (UHE) São Simão, localizada entre os municípios de Santa Vitória, Minas Gerais, e São Simão, em Goiás. Além da SPIC Brasil, que detém 51% de participação no empreendimento, a usina possui como acionistas as empresas Zhejiang Energy, China-LAC Coop. Fund e CPD.
Inaugurada em 1978, a UHE São Simão tem seis turbinas de 258 MW cada e capacidade energética instalada de 1.710 MW, gerando energia elétrica o suficiente para abastecer cerca de seis milhões de residências por ano.
Seu lago armazena 2,54% do volume represável pelos reservatórios do Sistema Sudeste/Centro-Oeste, representando 6,7% do armazenamento de água do subsistema do Rio Paranaíba.

### Energia eólica

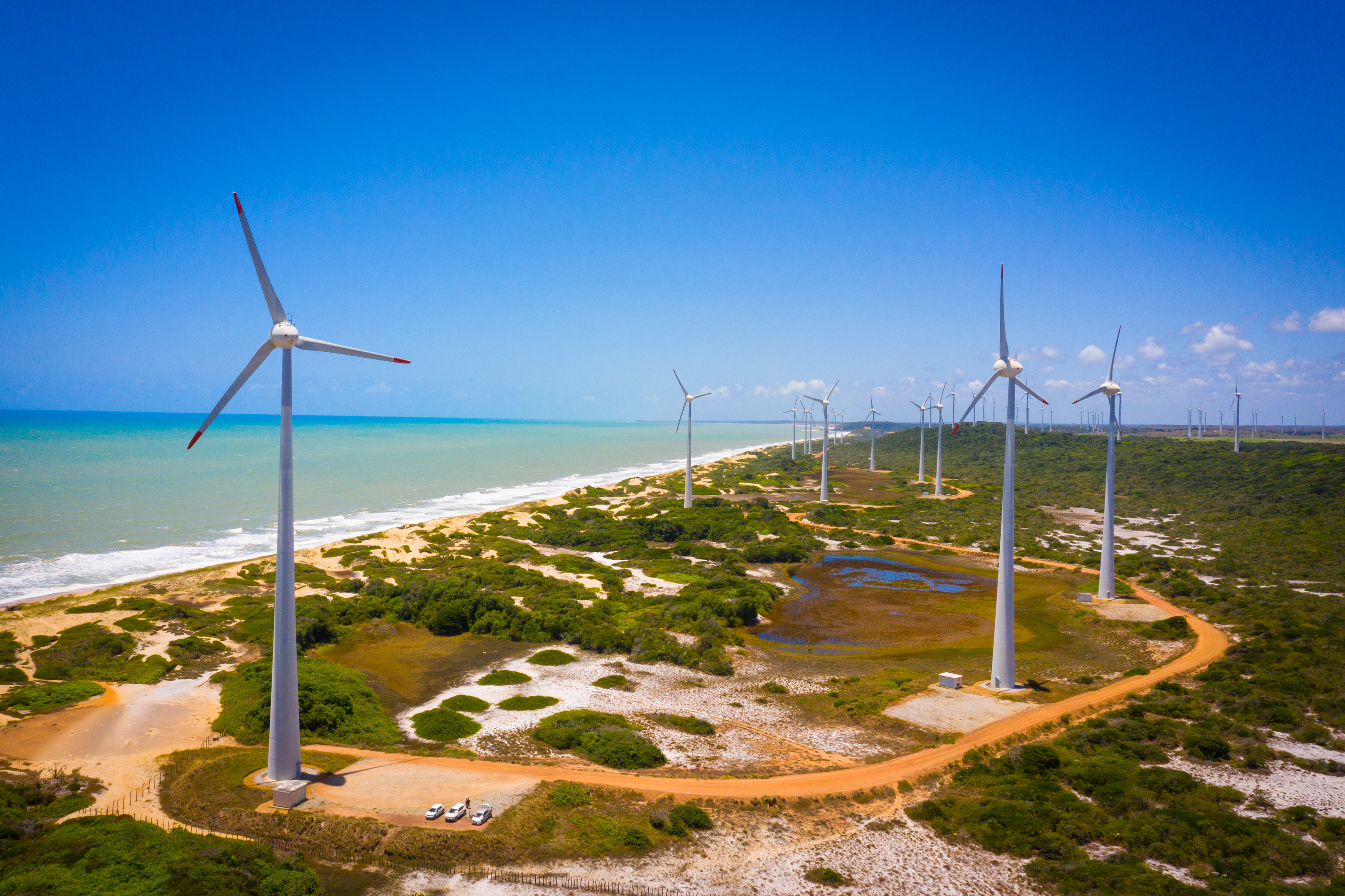
O Complexo Eólico Vale dos Ventos foi inaugurado em 2009

A SPIC Brasil atua no setor eólico com dois parques localizados na cidade de Mataraca, no estado da Paraíba: o Complexo Eólico Vale dos Ventos, com 60 turbinas e 48 MW de potência instalada, e o Parque Eólico Millennium, com 13 turbinas 10,2 MW, totalizando 58,2 MW de capacidade instalada. Juntos, os dois parques eólicos abastecem anualmente mais de 100 mil residências.
Em operação desde 2007, o Complexo Eólico Millennium foi o primeiro ativo em geração renovável da SPIC no Brasil. Já o Complexo Eólico Vale dos Ventos gera energia desde 2009 e é o maior ativo eólico da SPIC Brasil em operação no país.

### Energia solar
Em parceria com a Canadian Solar, a SPIC Brasil também possui controle de dois complexos solares localizados no nordeste brasileiro.
O Complexo Solar Panati-Sitiá, situado na cidade de Jaguaretama, no Ceará, a cerca de 240 km de Fortaleza, possui capacidade instalada de 292 MWp, com capacidade para abastecer cerca de 350 mil residências por ano.
O Complexo Solar Marangatu, localizado no município de Brasileira, no Piauí, a 180 km de Teresina, tem 446 MWp de capacidade instalada, o suficiente para fornecer energia para cerca de 550 mil lares por ano.

### Energia termelétrica

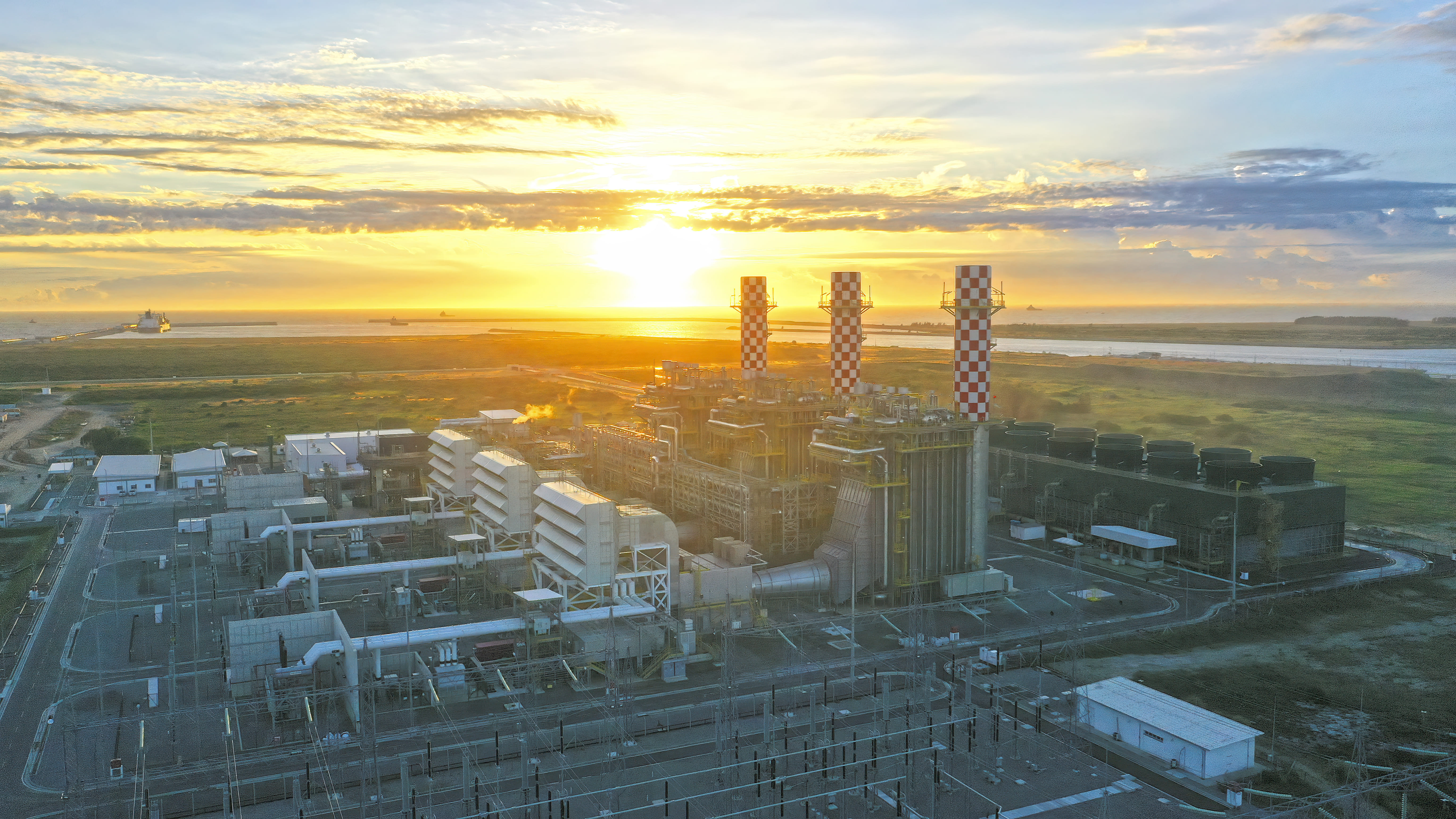
UTE GNA I

A SPIC Brasil detém 33% de controle das Usinas Termelétricas (UTE) GNA I e II, no Porto do Açu/RJ.
A primeira usina, GNA I, conta com 1.338 MW de potência e iniciou sua operação comercial em setembro de 2021. A GNA II, maior usina a gás natural do país, conta com 1.673 MW de potência instalada.
GNA I e II, além de GNA III e IV, integram o maior parque termelétrico da América Latina e adicionam cerca de 3 GW à capacidade instalada da SPIC Brasil no país, fornecendo energia para 14 milhões de famílias.